# L-04D
L-04D（エル ゼロ よん ディー）は、LGエレクトロニクス製のモバイルWi-Fiルーターで、NTTドコモによる第3.9世代移動通信システム、Long Term Evolution（LTE）通信サービスXi（クロッシィ）に対応したモバイルWiFiルータ端末である。

## 概要
L-09Cの後継機種で、国際ローミング（WORLD WING）に対応しており、3G通信、HSDPA/HSUPAでのローミングに対応している。無線LAN機器は最大10台まで接続可能。バッテリー容量は1650mAh。
L-09Cに比べ、小型・薄型・軽量化されている。カラーはレッドとホワイトの2色で、前面にディスプレイがある上半分が黒色となったツートーンカラーとなっている。
前面にある約1.2インチの有機ELディスプレイには、電池残量・電波状態・無線LAN機器の接続台数に加え、当月利用したデータ使用量をグラフで表示し、あらかじめ設定しておいたデータ使用量まであとどれくらい利用できるかがひと目で確認できる。
簡単なボタン操作により、本体の電源操作や省電力の設定ができる。またWPSに対応しているため、無線LAN機器との接続・設定がスムーズに行える。

### その他機能
- SPIパケットフィルタリング
- フレッツIPv6サービス
- VPN(PPTP)
- 静的IPマスカレード
- DMZアドレス設定
- DHCPサーバー/クライアント
- UPnP
- ダイナミックDNS
- MACアドレス制限
- 無線LAN規格WAN側 IEEE802.11n / IEEE802.11g / IEEE802.11b

## 歴史
- 2012年6月14日 - 発売開始

## 不具合・アップデートなど
2013年8月6日のアップデート
- L-04D本体のデータ通信量表示が正常に表示されない場合がある不具合を修正する。
- ファームウェアバージョン番号がV10aからV10bになる。